# Георгий Синкелл
Гео́ргий Си́нкелл (греч. Γεώργιος Σύγκελλος) — византийский историк на рубеже VIII—IX вв., автор известной хроники, имевший церковный чин синкелла.
Точное время жизни Георгия не установлено. Все биографические данные извлекаются из его «Хроники» и частично сохранились в свидетельствах современников. Монах Георгий состоял личным секретарем константинопольского патриарха Тарасия (784—806) — синкеллом (греч. συνκέλλος; букв. «сокелейник»), отчего приобрёл у поздних историков условное прозвание Синкелл. После смерти патриарха он удалился в монастырь, где, вероятно, и составил свой исторический труд. Известно, что в 810 году он был ещё жив, так как упомянул 6302 лето от сотворения мира как текущий год. После смерти Георгия Хроника была продолжена его другом Феофаном Исповедником, также выступавшим против иконоборцев.

## «Хроника» Георгия Синкелла
Хроника («Избранная хронография», или «Извлечения из Хронографии», Ἐκλογὴ Χρονογραφίας) Георгия Синкелла составлена им в виде масштабной компиляции исторических сведений из различных источников. Она начинается от сотворения мира и доведена до прихода к власти римского императора Диоклетиана, 284 года н. э., или 5792 года от сотворения мира.
Материал для Хроники Георгий Синкелл черпал из книг Библии, произведений Иосифа Флавия и других древних авторов.
По сравнению с другими византийскими хрониками Синкелл ввёл хронологические вычисления по отсчету лет согласно древнегреческим олимпиадам для событий греко-римской истории.
Для согласования с историей других стран Георгий Синкелл заимствует данные из составленных Евсевием Кесарийским таблиц, восходящих к различным историческим произведениям, в том числе древнеегипетского жрецома Манефона и вавилонянином Беросса (по труду Юлия Африкана). Установив хронологию и согласовав её с библейской, Синкелл располагает события по годам.

## «Хроника» Георгия Синкелла в славяно-русском наследии
В настоящее время известны только древнерусские источники, содержащие старославянский перевод сокращённого извода Хронографии Георгия Синкелла. В переводе эта хроника получила название «Начало и благословение и о делах божиих и о чудесах его». Перевод хроники, предположительно, был выполнен в конце XI века. Однако, на его происхождение имеется несколько точек зрения.
Первоначально, отечественные исследователи предполагали, что перевод был осуществлён на Руси (может быть и болгарским переводчиком). Так, по мнению академика В. М. Истрина перевод хроники Синкелла на старославянский язык мог появиться в Древней Руси в домонгольские времена. Позднее появилось мнение (болгарских исследователей), что перевод мог осуществиться ещё в Болгарии. К этому присоединились и некоторые российские учёные.
В силу краткости своего изложения, на Руси переведённая хроника Георгия Синкелла получила малое распространение (в сравнении с переводными хрониками Иоанна Малалы и особенно Георгия Амартола). Однако, в некоторых древнерусских произведениях сохранились извлечения из хроники Синкелла. Известно несколько её древнерусских списков и копий с них XV и XVI веков (они находятся в архивах в Российской государственной библиотеке (РГБ), Российской национальной библиотеке (РНБ), Библиотеке Российской академии наук (БАН) и Государственном историческом музее (ГИМ)).
Старославянский извод хроники Синкелла отличается значительными сокращениями в библейской части. В начале он содержит значительную выдержку из Хронографии Юлия Африкана. В хронографических же древнерусских сборниках, где содержится перевод хроники Синкелла, она продолжается небольшим переводным отрывком из Хронографии Феофана Исповедника (о времени до воцарения императора Константина Великого).

Выдержка из старославянского перевода хроники Синкелла:

«Ахазу царюющю в Иерусалимѣ первое лѣто, олумпия первая быс[ть]. В пятое лѣто Ахазоу бѣаше олимпия вторая егда Ромоуилъ и Ромъ родиста. Ахазово бо с перваго лѣт[а] олимпиада еллинскы начинають ся чисти. Соберуть ся лѣта оубо от Адама даж и до римьскаго единовластьства лѣт всѣх ЕУЛГ [5433 лет].»

## Издания
- Georgii Syncelli. Ecloga chronographica / Ed. A. Mosshammer. — Leipzig: Teubner, 1984. — XXXVII, 507 S. — (Bibliotheca scriptorum Graecorum et Romanorum Teubneriana).
- Georgios Synkellos. The Chronography: A byzantine chronicle of universal history from the Creation / Transl. by W. Adler, P. Tuffin. — Oxford: Oxford University Press , 2002. — LXXXVIII, 638 p. (англ. пер.)
- Краткий Троицкий хронограф конца XIV — начала XV в. / [Публ.] Т. Л. Вилкул // Ruthenica. — К., 2007. — VI. — С. 371—396.
- Начало богословлении и о делех бжиих и о чюдесех // Тотоманова А.-М. Славянската версия на Хрониката на Георги Синкел: (Изд. и комментар). — София: Ун-т. изд-во «Св. Климент Охридски», 2008. — С. 25—198.
- Начало богословлении и о делех бжиих и о чюдесех: Славянска версия на хрониката на Георги Синкел // Тотоманова А.-М. Славянската версия на Хрониката на Георги Синкел: (Изд. и коментар). — София, 2008.